# Gabe Vasquez
Gabriel Vasquez, detto Gabe (El Paso, 3 agosto 1984), è un politico statunitense, membro della Camera dei rappresentanti per lo stato del Nuovo Messico dal 2023.

## Biografia
Nato a El Paso, Vasquez crebbe a Ciudad Juárez, nel Messico. Si laureò in giornalismo presso l'Università statale del Nuovo Messico nel 2008.
Tra il 2008 e il 2011 lavorò come redattore per il giornale Las Cruces Bulletin, successivamente divenne direttore della Camera di Commercio ispanica di Las Cruces. Dal 2013 al 2015 lavorò per il senatore Martin Heinrich. Fu poi vicepresidente del settore comunicazione per First Focus on Children, un'associazione in difesa dell'infanzia, nonché direttore delle relazioni comunitarie per la sezione del Nuovo Messico della National Wildlife Federation e vicedirettore della sezione del Nuovo Messico della Wilderness Society. Tra il 2019 e il 2021 fu vicedirettore della Western Conservation Foundation nel dipartimento del territorio federale.
Tra il 2017 e il 2021 fu inoltre membro del consiglio comunale di Las Cruces.
Nel 2022 si candidò alla Camera dei Rappresentanti nelle elezioni di mid-term. Vasquez concorse per un distretto congressuale che negli ultimi due anni era stato rappresentato dalla deputata repubblicana Yvette Herrell ma che era stato reso maggiormente competitivo dopo il censimento. Vasquez si dimostrò un candidato efficace: in campagna elettorale parlò in spagnolo durante comizi e apparizioni televisive, fu un sostenitore del salario minimo, delle fonti di energia rinnovabili e della conservazione della natura per combattere il cambiamento climatico. Il giorno delle elezioni riuscì a prevalere sulla deputata in carica con un ristretto margine di 1350 voti; la sua vittoria fu attribuita alla scelta degli elettori di penalizzare i candidati più vicini alla linea di Donald Trump e conservatori in tema di aborto.